# ألكسندريا أندرسون
ألكسندريا أندرسون (بالإنجليزية: Alexandria Anderson)‏ هي عداءة سريعة أمريكية، ولدت في 28 يناير 1987 في شيكاغو في الولايات المتحدة.

## وصلات خارجية
- ألكسندريا أندرسون على موقع الاتحاد الدولي لألعاب القوى (الإنجليزية)
- ألكسندريا أندرسون على موقع الاتحاد الأمريكي لسباقات المضمار والميدان (الإنجليزية)
- ألكسندريا أندرسون على موقع الدوري الماسي (الإنجليزية)
- ألكسندريا أندرسون على موقع اللجنة الأولمبية الدولية (الإنجليزية)
- ألكسندريا أندرسون على موقع اللجنة الأولمبية والبارالمبية الأمريكية (الإنجليزية)